# Lefka Ori

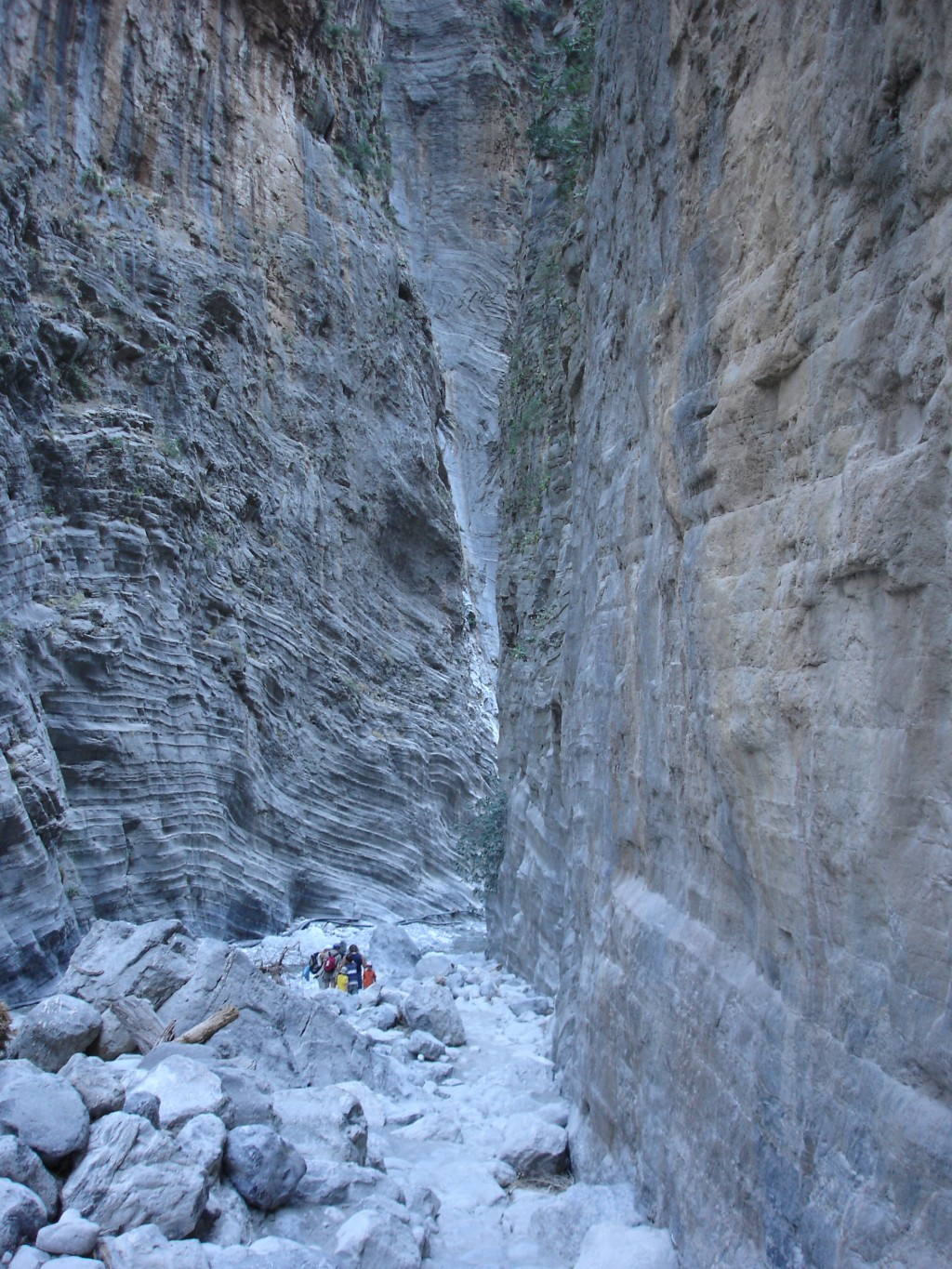
Soutěska Samaria

Lefka Ori (řecky Λευκά Όρη) je pohoří na ostrově Kréta, nacházející se v jeho západní části. V překladu znamená Lefka Ori „Bílé hory“. Vápencový masiv, který je již z dálky viditelný díky své bělostné barvě, se vypíná ve formě vrcholu Pachnes až do výše 2 453 m.

## Vrcholy

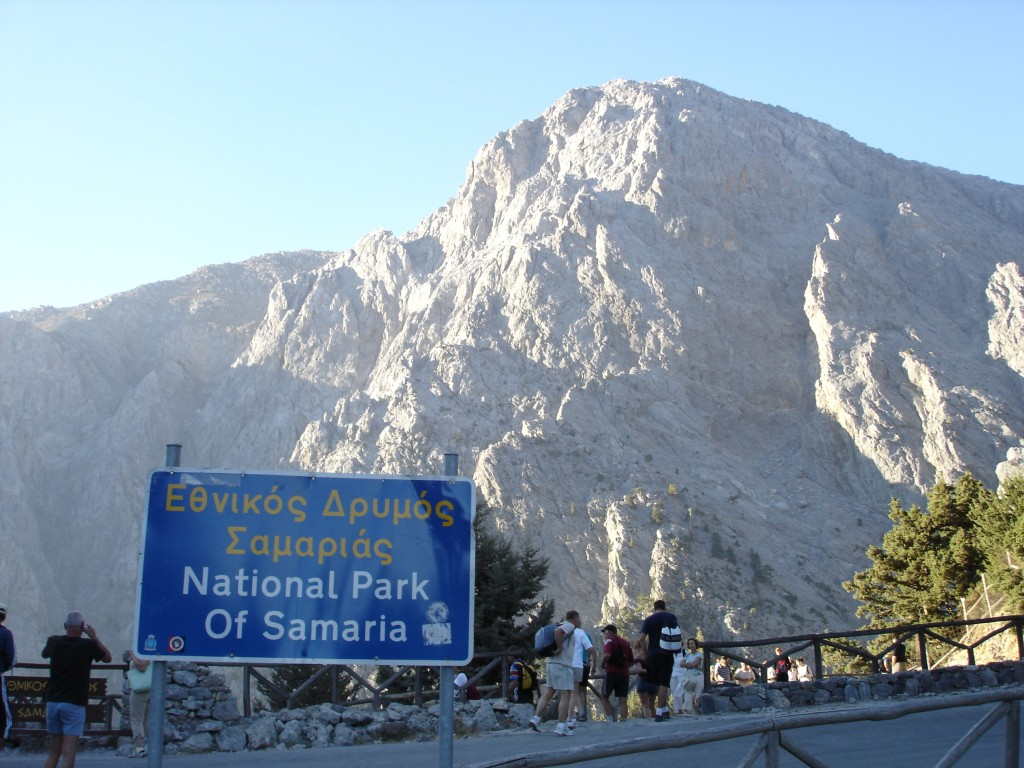
Lefka Ori

- Pachnes (2 453 m)
- Trocharis (2 410 m)
- Grias Sorsos (2 331 m)
- Kastro (2 218 m)
- Kakovoli (2 214 m)
- Zaranokefala (2 140 m)
- Volakias (2 116 m)
- Gingilos (2 080 m)

## Dostupnost a turismus
Relativní nedostupnost pohoří způsobuje, že je nutno při výstupech na mnohé vrcholy pohoří překonávat poměrně velké vzdálenosti pěšky, ale třeba výstup na nejvyšší horu Páchnes je celkem snadný - od konce kamenité silnice z planiny Anopoli se po asi max. 45 min. ne příliš strmého výstupu po dobře vybudovaném chodníku dojde do sedla Rousiés (asi 2130 m), odkud vede další dobrá, pevná a často chozená pěšina, značená jak kamennými mužíky, tak i (nově) červenobílými značkami. Ze sedla to na vrchol Páchnes trvá zhruba hodinu a půl. V létě obtížnost pohybu v těchto horách (které přes letní měsíce mají prakticky status horské pouště) zvyšují velká vedra a nedostatek vody. Ovšem v sedle Rousiés je například celoročně fungující pramen a podobných vodních zdrojů celoročně fungujících je v oblasti jen několik a pro pohyb v horách je nutné jejich polohu znát. V pohoří lze k nocování využít přístavku horské chaty Volika nad vesnicí Kámbi (chata sama je však uzamčená) či bivak na horské planině Katsiveli, případně kamenné přístřešky místních pastevců, zvané mitato, kterých je v horách několik. K turisticky nejoblíbenějším místům patří kaňon Samaria (součást Národního parku Samaria), jehož západní stěny tvoří prakticky kolmé, několik set metrů vysoké svahy hřebene s vrcholy Volakias a Gigilos (na jeho vrchol vede poměrně dobře značená a pro člověka s běžným fyzickým fondem ne příliš náročná cesta, která začíná na konci asfaltové silnice u vchodu do rokle Samária). Samaria je nejdelší soutěska v Evropě.
Celé pohoří protíná od západu (z planiny Omalos) na východ (na planinu Niátos, případně níže položenou planinu Askifou) značená cesta (černo-žluté tyče či kosodélníkové značky, anebo černo-žluté pruhy na skalách a kamenech), která je součástí mezinárodní jihoevropské trasy E4. Tato trasa prochází prakticky celou Krétou a u západního okraje Lefka Ori se dělí na dvě větve: jedna kopíruje jižní pobřeží (vystoupí maximálně do výšky asi 500 m), zatímco horská větev překoná celé pohoří. Tato horská část je ale již jen pro zdatné lidi s dobrým orientačním smyslem a zkušenostmi s pohybem v náročném kamenitém terénu.

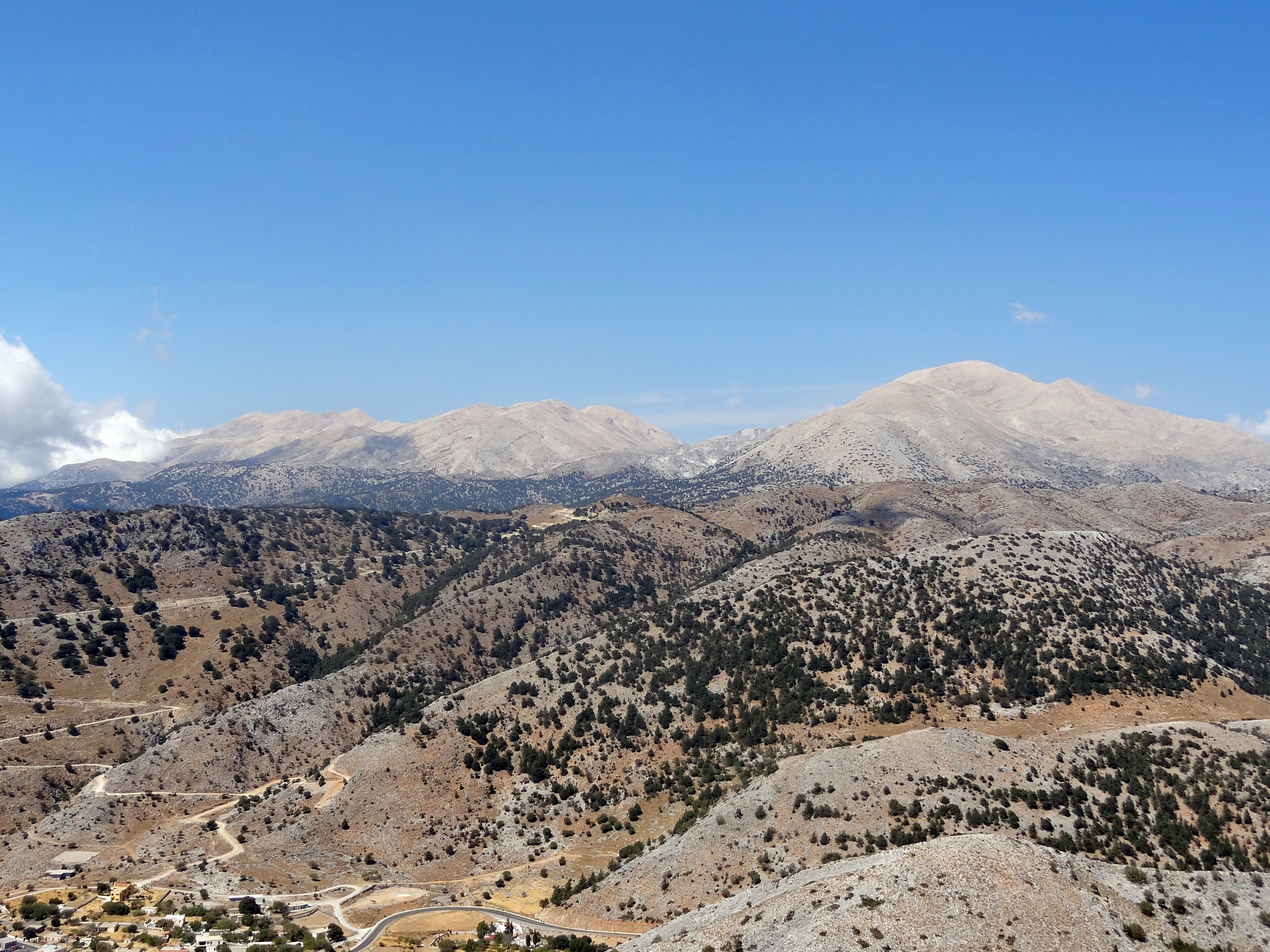

Pro začátky tras do těchto hor je dobré využít některé vesnice v severním podhůří Levka Ori, do kterých se lze dostat místními autobusovými spoji. Těmito výchozími body mohou být například vesnice Omalos (na stejnojmenné planině), Lakki, Therisso, Kámbi či Ammoudari na planině Askifou. Do hor se dá také dostat samozřejmě od jižního pobřeží Kréty, ovšem potom je nutné překonávat mnohem větší výškový rozdíl. Pro trasy do Lefka Ori existují 3 mapy vydavatelství ANAVASI, které pokrývají téměř celé pohoří a které bývají k dostání jak v obchodech na jižním pobřeží, tak i v některých obchodech ve městech.
Národní park Samaria je znám výskytem endemického druhu kozy bezoárové (zde nazývané Kri-Kri) a zalesněným údolím s bohatými porosty cypřišů, oleandrů a piniovými lesy. Na dně kaňonu teče travertinový potok, který se ovšem v létě po několika stovkách metrů postupně ztrácí v suchém korytě. Ovšem na jaře tak do června jím voda teče až do moře. Rokle končí na pobřeží Libyjského moře. V pohoří také roste značný počet endemických rostlinných druhů, což je výsledkem geologického vývoje ostrova. Jedním z nejznámějších a nejatraktivnějších druhů je pilát Anchusa cespitosa, ale i endemické druhy šafránů či tulipánů se řadí k velmi atraktivním druhům.